# Tenger vetkelkje
Tenger vetkelkje (Marsupella funckii) is een levermos behorend tot de familie Gymnomitriaceae.

## Determinatie
De stengels zijn rijk vertakt en vormen weinig uitlopers. Ze vormen dichte, zwartgroene gazons van 0,5 tot 1 centimeter hoog. De planten zijn maximaal één millimeter breed. De bladeren zijn bootvormig en steken schaars uit; Wanneer ze uitgespreid zijn, zijn ze rond en vierkant. Ze worden over een derde tot de helft van hun lengte afgesneden, waardoor twee driehoekige, puntige tot stompe lobben ontstaan. In het midden van het blad zijn de cellen 12 tot 14 x 15 tot 20 micrometer groot en in de hoeken driehoekig verdikt. Elke cel bevat twee olielichamen. De vrouwelijke schutbladen zijn groter dan de bladeren. Er is een perianth aanwezig.

## Ecologie
De soort komt voor in Europa en Noord-Amerika. In Duitsland wordt het veel in de bergen aangetroffen, maar slechts zelden op lage hoogte. Het groeit op vaste, kalkvrije grond, boven kalk alleen op ontkalkte grond.

## Verspreiding
In Nederland is tenger vetkelkje zeer zeldzaam. Het staat op de Nederlandse Rode Lijst in de categorie 'Ernstig bedreigd'.

## Foto's

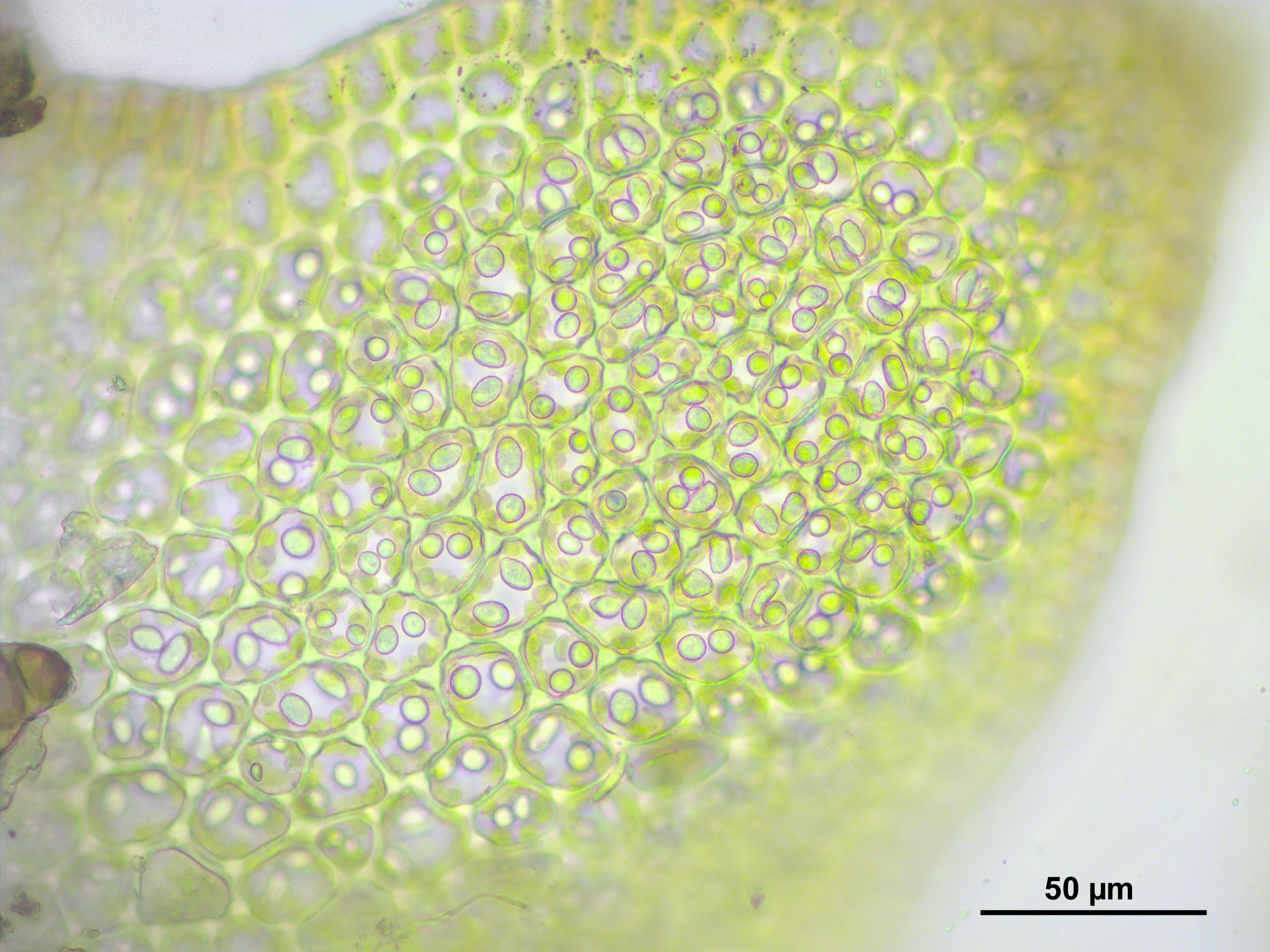
Bladcellen
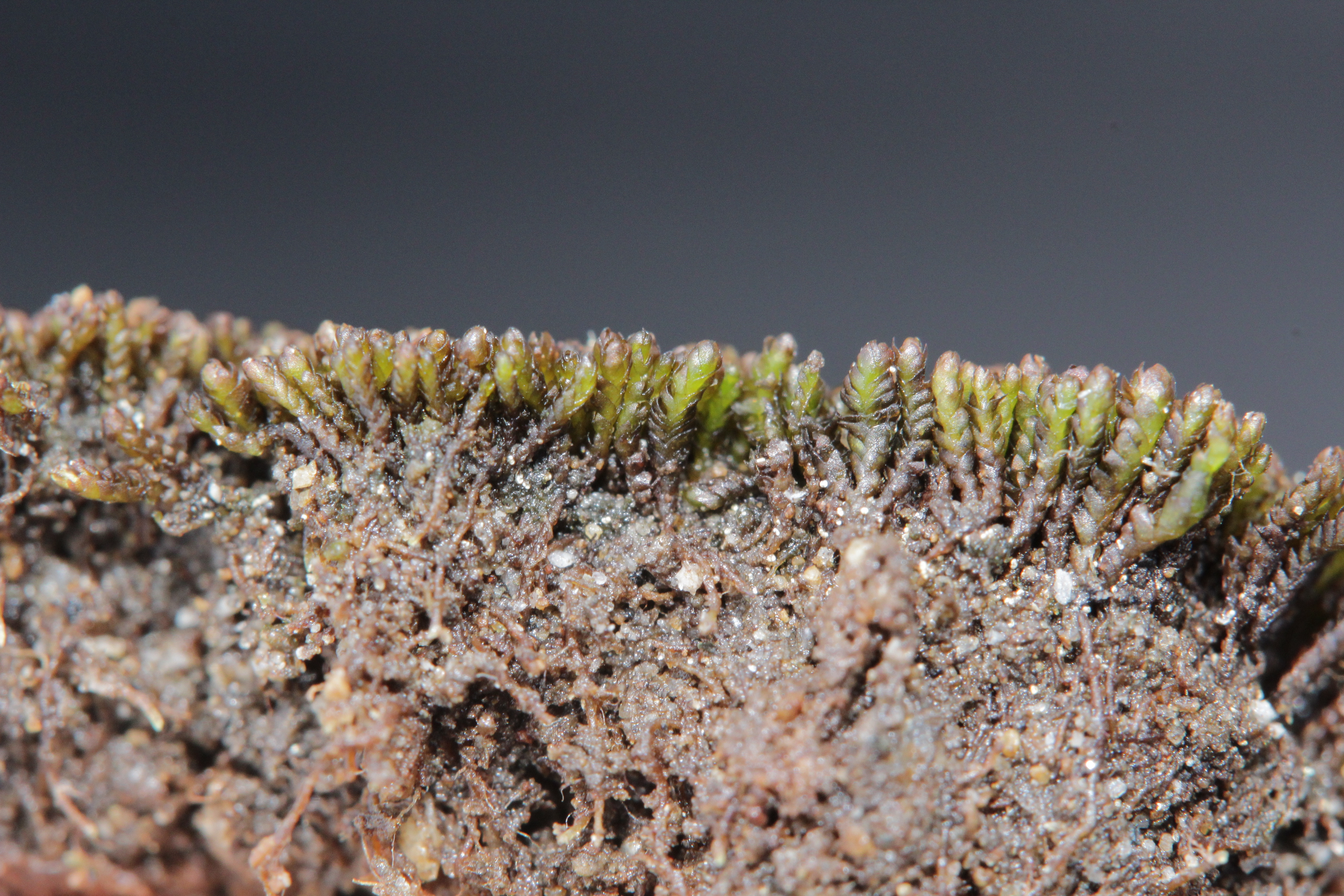
Zijaanzicht
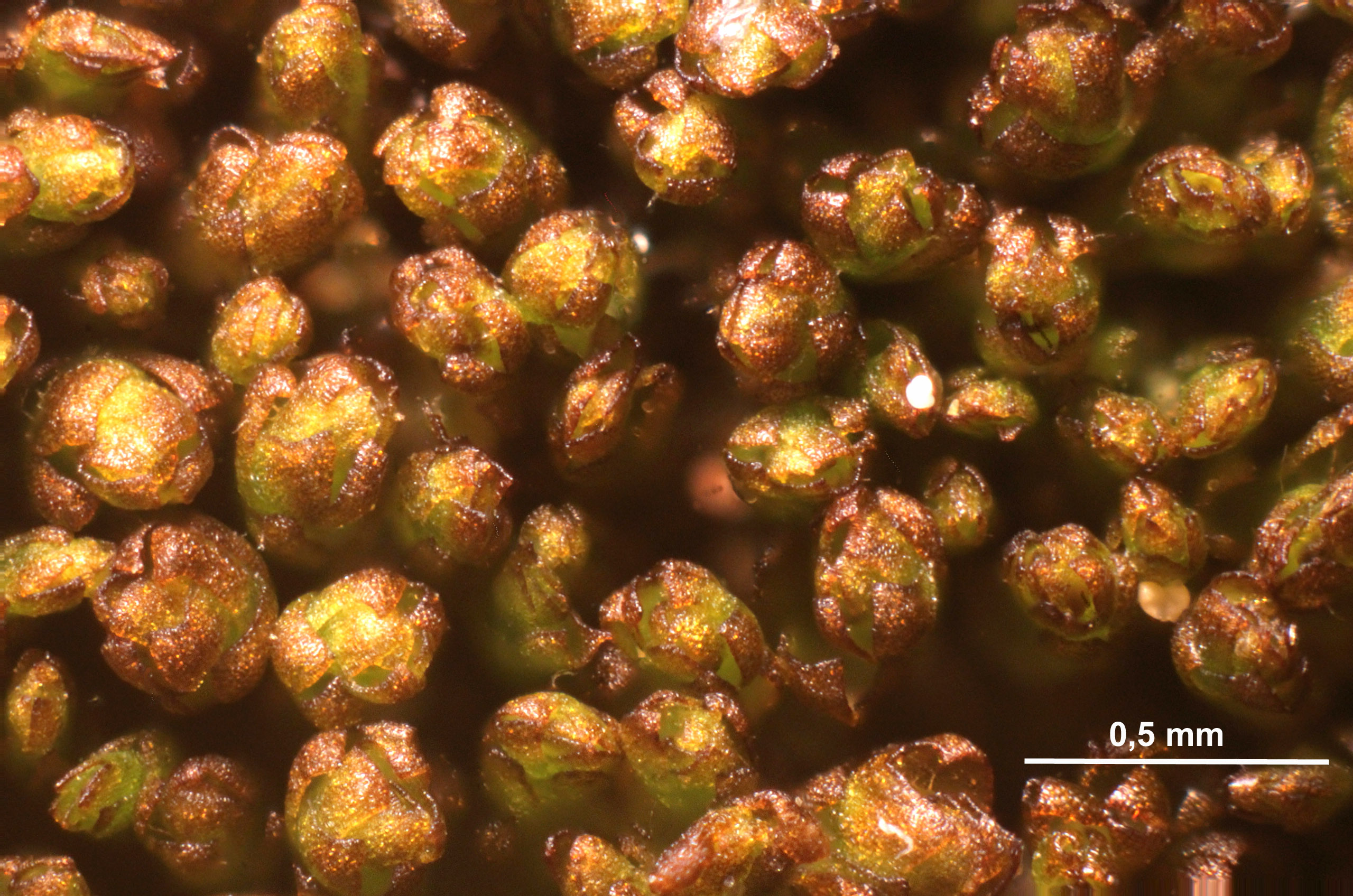
Close-up
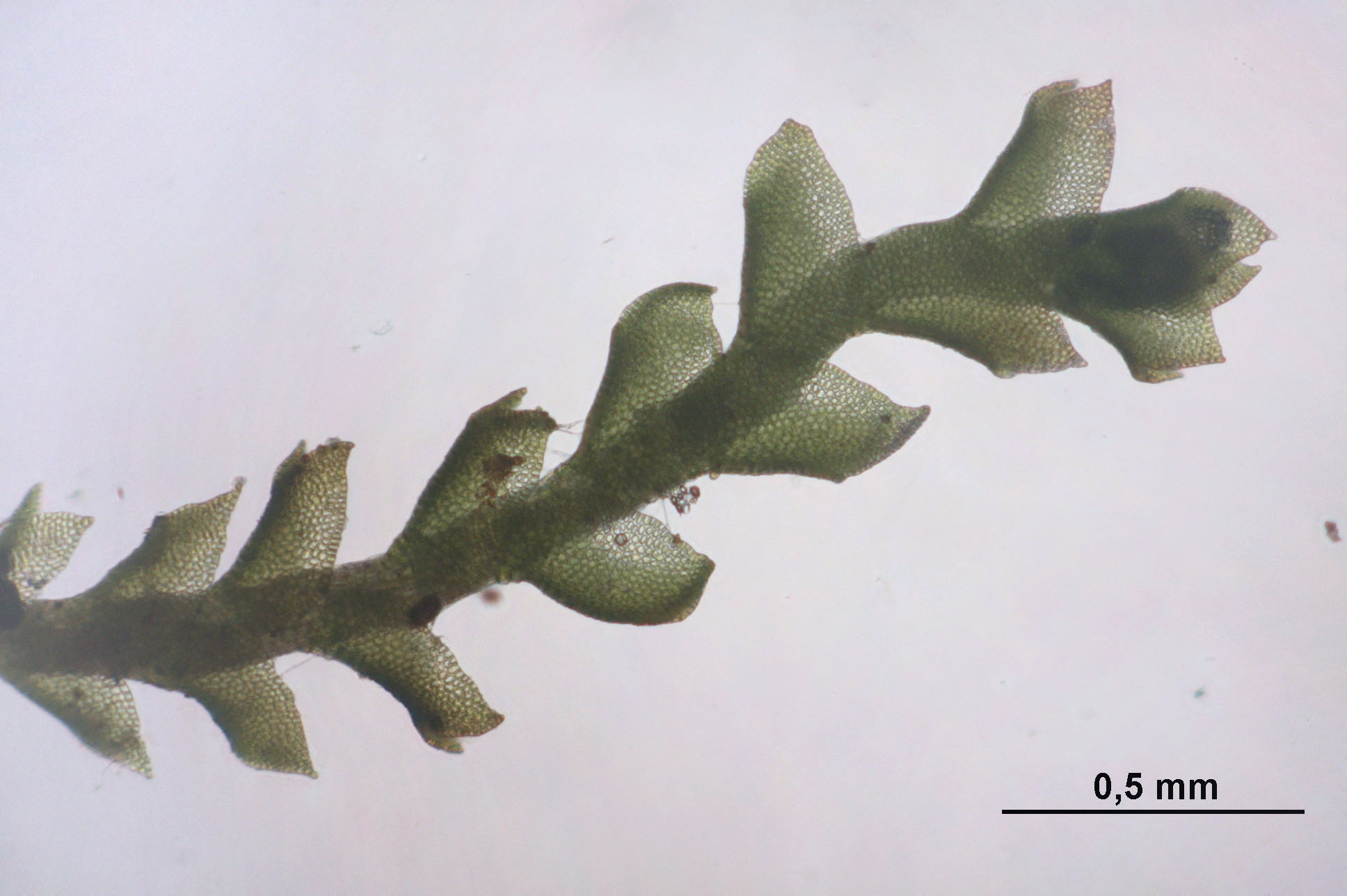
Bladeren
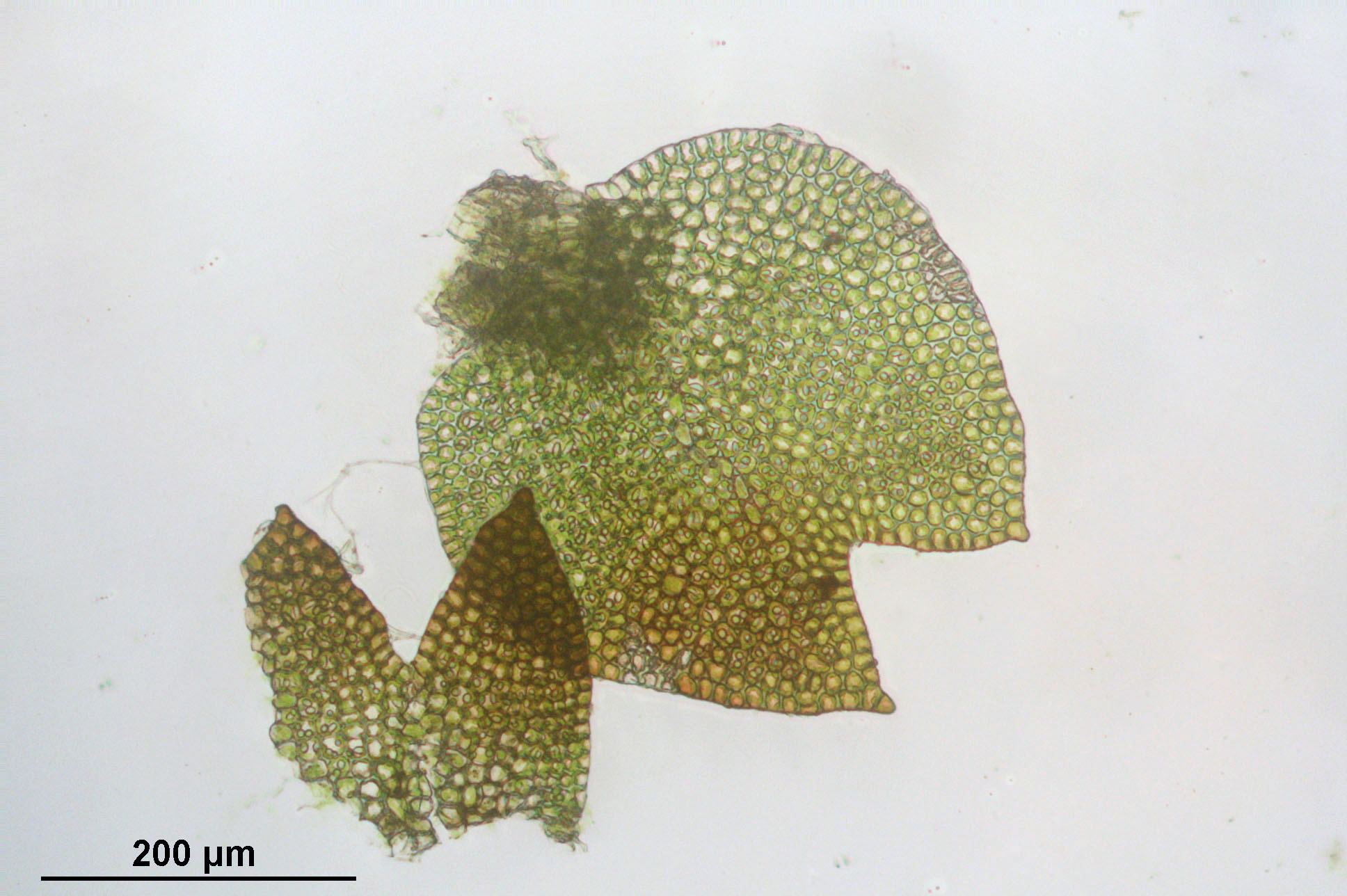
Blad met bladcellen